# Thure Sjöstedt
Thure Sigvard Sjöstedt (ur. 28 sierpnia 1903 w Yngsjö, zm. 2 maja 1956 w Malmö) – szwedzki zapaśnik. Dwukrotny medalista olimpijski.
Walczył głównie w stylu wolnym, najczęściej w wadze półciężkiej (do 87 kg). Brał udział w dwóch igrzyskach (IO 28, IO 32), na obu zdobywał medale. Triumfował w 1928, cztery lata później był drugi. W 1927 był drugi na mistrzostwach Europy w stylu klasycznym, w 1934 zwyciężył w wolnym.